# Spodnji Boč
Spodnji Boč – wieś w Słowenii, w gminie Selnica ob Dravi. W 2018 roku liczyła 183 mieszkańców.